# Sule (komik)
Sule, właśc. Sutisna (ur. 15 listopada 1976 w Cimahi) – indonezyjski komik i aktor.
Stał się rozpoznawalny wraz z wygraniem konkursu Audisi Pelawak Indonesia (API) z grupą komediową SOS. Później artysta otrzymał rolę w serialu komediowym Opera Van Java na antenie Trans7. Jego syn – Rizky Febian – jest piosenkarzem.

## Filmografia

### Filmy
| Rok  | Tytuł                   | Rola |
| ---- | ----------------------- | ---- |
| 2009 | Janda Kembang           |      |
| 2019 | Arwah Kuntilanak Duyung |      |
| 2012 | Sule, Ay Need You       | Sule |
| 2013 | Sule Detektif Tokek     | Sule |

### Filmy telewizyjne
- Dadang Dudung
- Dadang Dudung 2
- Sule Love Mimin
- When Sule meet Sulis
- Steven Cau I Love You
- Steven Cau I Love You 2

### Programy telewizyjne
- Saung SOS
- Komedi Putar
- Opera Van Java
- PAS Mantab
- Awas Ada Sule
- Awas Ada Sule 2
- Untung Ada Sule
- Oesman 77
- Siang Seru Sama Sule
- Kata Bergaya
- Ini Talkshow
- Bukan Sekedar Wayang (głos)
- Ini Sahur
- Comedy Night Live (Alkisah)

## Nagrody

### Panasonic Gobel Awards
| Rok  | Kategoria      | Wynik     |
| ---- | -------------- | --------- |
| 2010 | Ulubiony komik | Nominacja |
| 2011 | Ulubiony komik | Wygrana   |
| 2012 | Ulubiony komik | Wygrana   |
| 2013 | Ulubiony komik | Nominacja |
| 2014 | Ulubiony komik | Nominacja |

### Nickelodeon Indonesia Kids' Choice Awards
| Rok  | Kategoria          | Wynik     |
| ---- | ------------------ | --------- |
| 2011 | Ulubiony komik     | Wygrana   |
| 2012 | Ulubiony komik     | Wygrana   |
| 2013 | Ulubiony komik     | Nominacja |
| 2014 | Ulubiony komik     | Nominacja |
| 2015 | Ulubiony prezenter | Nominacja |